# Pętla mikrobiologiczna

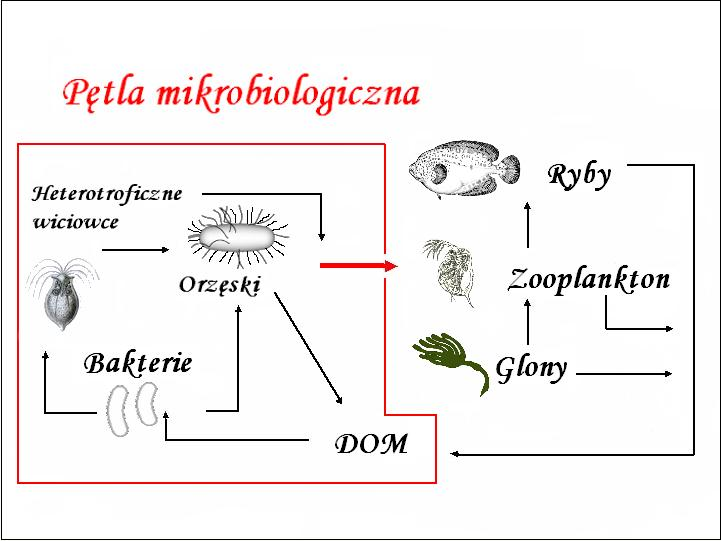
Pętla mikrobiologiczna

Pętla mikrobiologiczna (ang. microbial loop) – mikrobiologiczny obieg materii; szlak w pelagicznym obiegu materii, który przebiega od uwalniania rozpuszczonej materii organicznej (DOC), głównie przez fitoplankton, poprzez pobieranie jej przez bakterie i bakteriożerne pierwotniaki aż do konsumpcji bakterii i pierwotniaków przez skorupiaki i wrotki planktonowe (zooplankton).
W procesie tym rozpuszczona materia organiczna (DOC), nie zostaje zmineralizowana, a jest ponownie włączana do sieci troficznych. Bakterioplankton, obok detrytusu jest konsumowany przez zooplankton. Wiele gatunków bakterii planktonowych jest jednak zbyt mała i może być zjedzona tylko przez drobne organizmy, w tym pierwotniaki (między innymi wiciowce), a te dopiero są zjadane przez większe organizmy zooplanktonowe. W ten sposób energia z obiegu mikrobiologicznego zostaje włączona do klasycznego łańcucha spasania.
Zjawisko pętli mikrobiologicznej występuje także w wodach bieżących (zobacz też river continuum).